# Mathieu Buntincx
Mathieu Buntincx, né le 30 mars 1888 à Auderghem, décédé le 5 novembre 1963, est un homme politique belge. 

## Biographie
Il a été élu conseiller communal du 2 mai 1930 au 31 décembre 1946 et fut échevin de l'État civil du 1er janvier 1939 au 31 décembre 1946.
Son parti (libéral) ayant perdu 2 sièges aux élections communales de 1946, il ne fut pas reconduit dans sa charge.
Il était employé à la brasserie de la Chasse Royale et habitait à l'actuelle avenue Tedesco no 4.
Mathieu Buntincx mourut le 5 novembre 1963. Depuis le 22 décembre 1950 la rue Mathieu Buntincx à Auderghem porte son nom.